# Zuster Lambertine
Zuster Lambertine, geboren als (Marie) Colette Van Cauter (Lede, 10 april 1870 - Antwerpen, 26 juni 1930) was een Belgische missiezuster van de Congregatie Sint-Vincentius à Paulo uit Gijzegem.

## Biografie

### Jeugd
Colette Van Cauter werd geboren als zevende en jongste kind van een boerengezin in de Bosstraat te Lede. Haar vader heette Jan Baptist Van Cauter, haar moeder Maria-Theresia D'Haese.
Alexander, een van haar broertjes, overleed als tweejarige. Marie, een oudere zus, werd eveneens religieuze bij de Congregatie van Sint-Vincentius à Paulo. De twee overige broers Charles en Franciscus en de zussen Octavie en Odile zouden hun leven lang ongehuwd en kinderloos op het ouderlijke erf blijven.
De jeugdjaren van Van Cauter verliepen zorgeloos in het diep christelijk geïnspireerde gezin. Het geloof in God als schepper van hemel en aarde primeerde en vormde hun levensbasis. Het miraculeus beeld van Onze Lieve Vrouw van Lede, genoemd De Zoete Nood Gods dat plaatselijk reeds sedert 1414 aanbeden wordt, bekleedde een bijzondere plaats in de huiskamer van het gezin. Bovendien waren de gezinsleden over het algemeen sociaal bewust en stelden zich ten dienste van de parochiale gemeenschap.
Van Cauter was alleszins een buitenbeentje: volgens haar leraressen was ze erg schrander en had ze een klare kijk op de toekomst.

### Opleiding in Gijzegem
Naar het voorbeeld van haar elf jaar oudere zus Marie, trok Van Cauter na de lagere school op pensionaat in Gijzegem waar de opleiding grotendeels Franstalig was.
Tijdens de thuisvakanties in Lede was ze als 16-jarige reeds de gewaardeerde hulp van de Leedse pastoor Bral (1872 - 1891) bij het geven van catechese aan jongens en meisjes in de voorbereiding op hun communie.
Op haar 24ste jaar werd Van Cauter op 18 februari 1894 als postulante aanvaard bij de Gijzegemse congregatie. Ze volgde er opleiding in de normaalschool tot onderwijzeres, parallel met de noviciaatvorming. In een beschrijving (archief Gijzegem) uit deze periode over haar is te lezen: Ze is verstandig, heeft een vaste wil, evenwichtig en ondernemend temperament. Eerder groot van gestalte, zwaar gebouwd en ziet er ouder uit dan ze is...
Op 21 mei 1895 legde ze haar geloften af onder de naam zuster Lambertine.

### 1890: Oproep tot missionering
Eind 19de eeuw werd door Paus Leo XIII een oproep gedaan tot meer hulp bij het wereldwijde evangelisatiewerk, Toen ook Mgr. Stillemans, bisschop van Gent, dit verzoek steunde, sloot de congregatie van de Zusters van Sint-Vincentius à Paulo zich aan bij de grote missiebeweging.
Voor de ondertussen toch vrij belangrijk geworden congregatie uit Gijzegem, was het sturen van zendelingen naar overzeese gebieden een stap in het duister. Men diende zich hier ernstig op voor te bereiden en uiteraard kandidaten te rekruteren in de schoot van de eigen kloostergemeenschap. In samenspraak met het bisdom wordt de visie gericht naar Brazilië waar de noden groot zijn en evangelisatie nog ongekende gebieden voor zich heeft. Bovendien was de Braziliaanse overheid vragende partij in de grote nood aan ontwikkeling van hun bijna onmetelijke land.
In Gijzegem werd een eerste groepje van zeven zusters met variërende leeftijden klaargestoomd. De 25-jarige zuster Lambertine was de jongste. Opvallend is dat zij toen nog de normaalschool volgde en haar opleiding van vier jaar tot onderwijzeres dus vroegtijdig heeft stopgezet. Klaarblijkelijk was haar gedrevenheid en ambitie om naar een missiegebied te trekken erg groot.
'Le grand départ' was op zondag 10 mei 1896.

### Missionaris in Brazilië

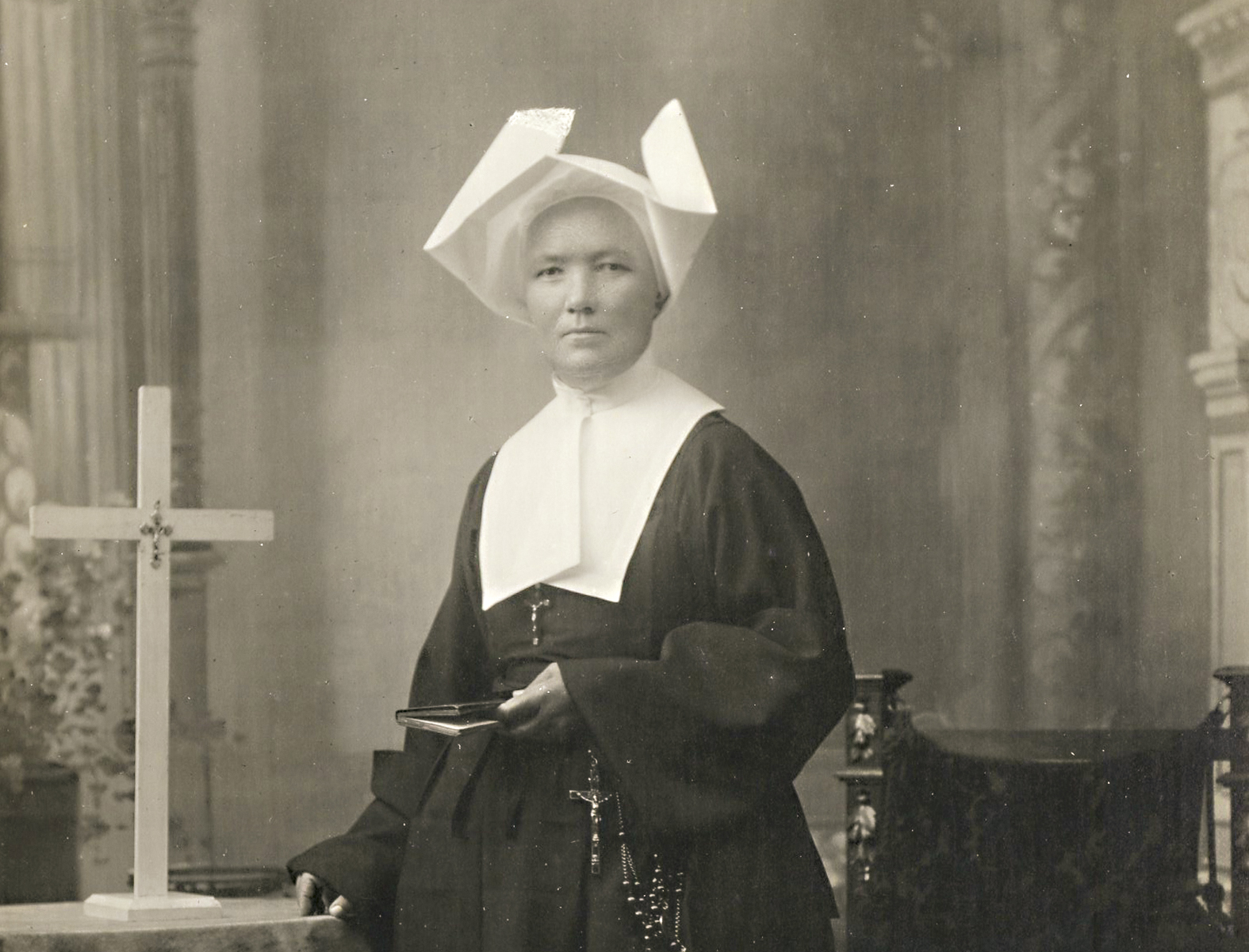
Zr Lambertine 1899

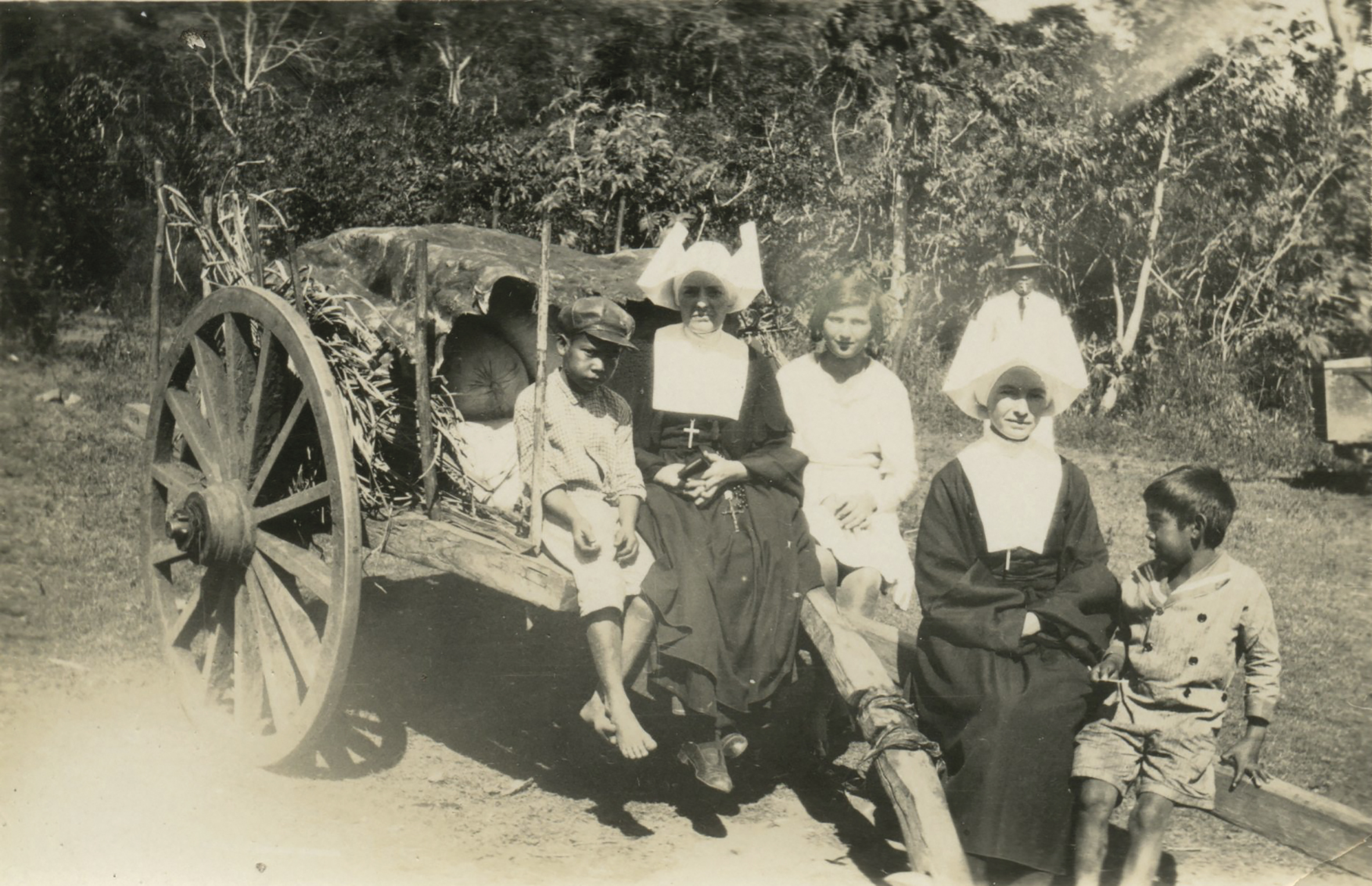
São Paulo 1899

Zuster Lambertine zou haar afkomst als boerendochter nooit verloochenen. Bij het bouwen van een kerkje aan het kleine klooster in haar eerste verblijfplaats Olinda, werkte ze effectief mee bij het sjouwen van stenen en het optrekken van muren. 's Avonds onderhield ze samen met de oudsten een vrij grote groentetuin. Terwijl de meisjes huishoudelijke taken aanleerden, zouden jongens een klein inkomen verdienen als krantenventertjes.
Vanaf haar derde verblijfsjaar in São Paulo verbleef ze definitief in het nieuw opgestarte klooster Casa Pia, een weeshuis voor minder bedeelden en verlaten weeskinderen. Daar was ook een school bij voor interne en externe kinderen. Hier gaf ze les en verzorging aan zieke kinderen. Rond 1914 werd ze hier ook overste.

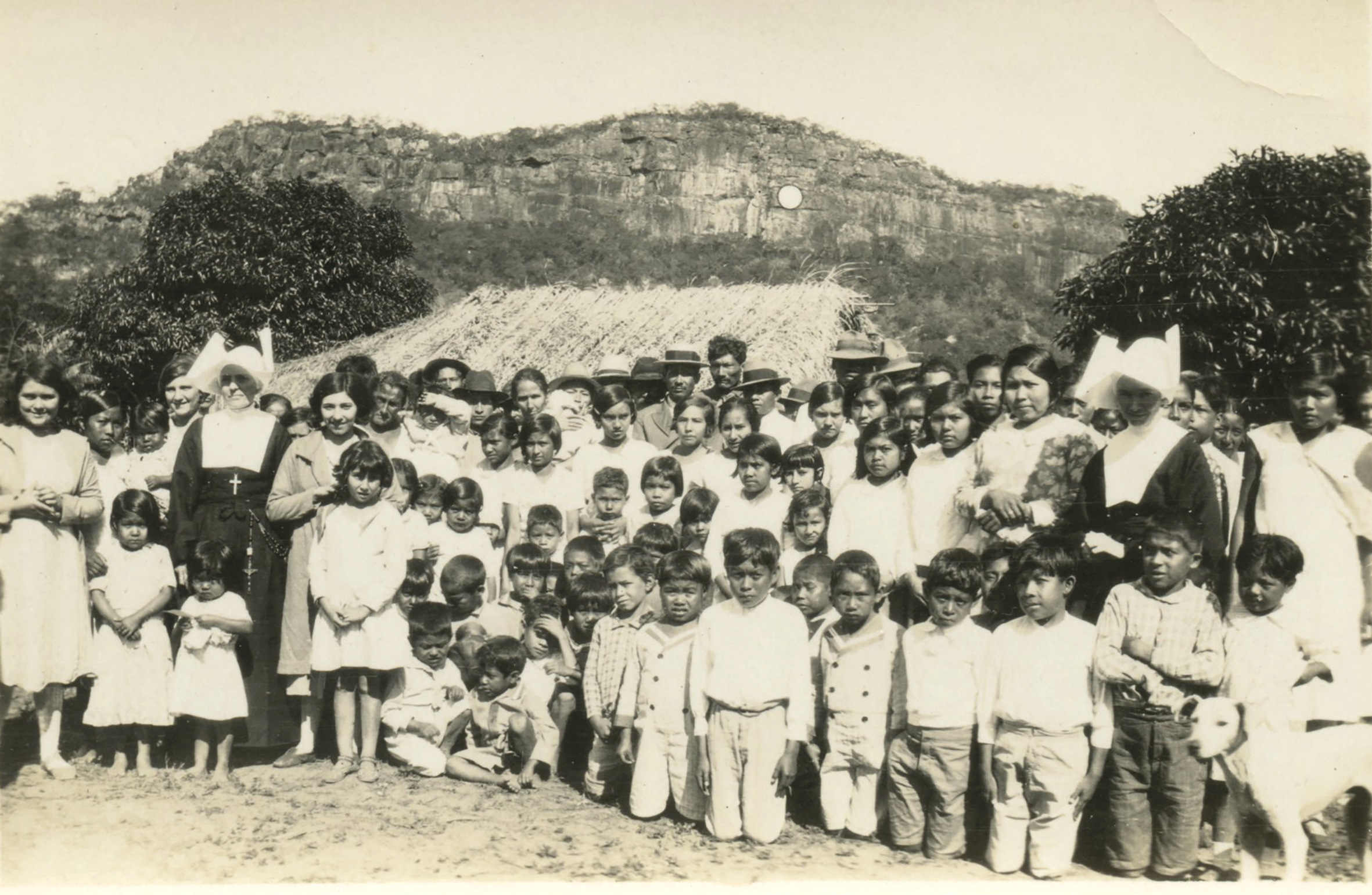
São Paulo 1903

### Besmet door de leprabacterie
In de necrologie (levensbeschouwing en overlijdensberichten) van het archief in Gijzegem, staat over die jaren 1900: '... In Brazilië zijn nog heel wat melaatsen. Ze worden niet gesekwesteerd zoals op het eiland Molokaï. Bij de kleine meisjes door onze zusters-missionarissen verzorgd, bevond zich een arm kind dat door deze ongeneeslijke kwaal van hare vriendinnetjes moest verwijderd worden. Goehartig als ze was ging zuster Lambertine het meisje steeds bezoeken en deed zelf de verschrikkelijke kwaal op...'
Reeds vanaf 1905 maakte ze in haar persoonlijke brieven naar haar familie in België vage verwijzingen naar huidproblemen. Ook de volgende jaren vermeldde ze sporadisch met één zinnetje haar steeds weerkerend probleem met etterende zweren en 'eenen rooden uitslag of eczema' aan haar benen en veelvuldige mond- en keelontstekingen. De hoop op genezing legt ze voortdurend in de handen van Onze Lieve Heer of Onze Lieve Vrouw van Lede. '... dus moet ik maar geduld hebben en wat lijden en afzien...'
Tijdens de Eerste Wereldoorlog was er geen enkel contact tussen Brazilië en België. Het duurde uiteindelijk tot 1920 vooraleer men hier echt inzage kreeg van haar eigenlijke toestand.

### Terugkeer naar België
In september en oktober van 1920 begeleidden de Belgische koning Albert I, koningin Elisabeth en kroonprins Leopold een uitgebreide handelsmissie in Brazilië. Als overste van Casa Pia had Zr Lambertine met hen een eerste ontmoeting. Op het verzoek van de koningin zelf was er enkele dagen later opnieuw een persoonlijk en discreet gesprek.
Vanaf toen ging het snel: enkele weken later was Zr Lambertine na jaren afwezigheid terug in het moederklooster van Gijzegem. Ze hoopte hier snel te genezen en terug te keren naar haar geliefde Casa Pia.
Ondanks alle goede zorgen werd ze twee jaar later definitief opgenomen in het Sint-Elisabethziekenhuis in Antwerpen. Haar toestand was echter onomkeerbaar en de totale aftakeling zette verder door.
Zuster Lambertine verloor in Antwerpen op 26 juni 1930 uiteindelijk de strijd tegen lepra. Haar vertrouwen bleef tot op het laatste gericht naar God, haar schepper, en op Onze Lieve Vrouw van Lede genaamd De Zoete Nood Gods.

### Na haar dood
Ze werd begraven tussen overleden medezusters op het kerkhof te Gijzegem waar ze (anno 2020) nog steeds haar opvallende grafzerk heeft.
E.H. Van Boxtel, aalmoezenier in het ziekenhuis schreef in een rouwbetuiging:
'... Haar Godsvrucht, diep levendig geloof en de geduldigheid in het sterk bittere lijden zijn een groot voorbeeld. Haar geliefde missieveld lag haar zo nauw aan 't harte. Lang koesterde zij de hoop om nog terug te kunnen gaan naar Brazilië.
... Ik herinner me haar eens gezegd te hebben: "zusterke, ge zijt zo schoon als pater Damiaan..." Met glanzende ogen en een glimlach op haar lijdenswezen antwoordde ze: "...Hoe durft ge dat toch om me in enen adem te noemen met Pater Damiaan...".
Enige tijd na haar overlijden nam de gemeenteraad van Lede met eenparigheid van stemmen de beslissing om een centrumstraat naar haar te noemen: de Zuster Lambertinestraat.
Het verhaal en overlijden van zuster Lambertine werd ook overgenomen door de gazetten. De ene krant gaf haar nog meer eretitels dan de andere: 'Engel in beproeving' of 'Engel in nood', 'Martelares der missies', 'Lijdzame engel' of ook nog 'Heldin der liefde'... Ook de vergelijking met pater Damiaan wordt gemaakt.
Er gingen vaagweg stemmen op om haar te nomineren tot zaligverklaring, maar dat kwam er vermoedelijk niet van vanwege de Tweede Wereldoorlog.